# مقاطعة لينكن (كنتاكي)
مقاطعة لينكن (بالإنجليزية: Lincoln County)‏ هي إحدى المقاطعات في ولاية كنتاكي في الولايات المتحدة الأمريكية.

## أعلام
- روبرت ايميت بلدسو بايلور
- جيمس لويس
- بون هيلم